# 奥地利—马来西亚关系
奥地利－马来西亚关系（英語：Austria–Malaysia relations）是奥地利与马来西亚之间的双边关系。奥地利在吉隆坡设有大使馆，而马来西亚也在维也纳设有大使馆，并兼辖马来西亚在斯洛伐克的外交业务。马来西亚首相马哈迪·莫哈末曾于1985年、2019年两度访问奥地利。

## 历史
1866年奥匈帝国弗朗茨·约瑟夫一世时期曾在英属殖民地的槟城设立领事馆，一战爆发后两国成为交战国，槟城领事馆被关闭，最后一任领事被驱逐到澳大利亚。